# María Leonor de Hesse-Rotenburg
María Leonor de Hesse-Rheinfels-Rotenburg (en alemán, Marie Eleonore Amalie von Hessen-Rotenburg; Rheinfels, 25 de febrero de 1675 - Sulzbach, 27 de enero de 1720) fue una princesa alemana de Hesse-Rotenburg por nacimiento y condesa palatina de Sulzbach por matrimonio. Fue la segunda de los hijos del landgrave Guillermo I de Hesse-Rotenburg y de su esposa, la princesa María de Löwenstein-Wertheim-Rochefort. Entre sus descendientes se encuentra el futuro rey Maximiliano I de Baviera.

## Matrimonio y descendencia
María Leonor contrajo matrimonio el 9 de junio de 1692 con el conde palatino Teodoro Eustaquio de Sulzbach. Fruto de este matrimonio nacieron nueve hijos:
- Amalia Augusta María Ana (1693-1762), soltera.
- José Carlos (1694-1729).
- Francisca Cristina (1696-1776), abadesa de Essen.
- Ernestina Isabel Juana (1697-1775), contrajo matrimonio con el landgrave Guillermo II de Hesse-Wanfried-Rheinfels; sin descendencia.
- Juan Guillermo Felipe (1698-1699).
- Juan Cristián (1700-1733), sucedió a su padre como conde palatino de Sulzbach. Contrajo matrimonio primero con María Enriqueta de La Tour d'Auvergne y en segundas nupcias con Leonor de Hesse-Rotenburg; tuvo descendencia de su primer matrimonio.
- Isabel Leonor Augusta (1702-1704).
- Ana Cristina Luisa (1704-1723), contrajo matrimonio con Carlos Manuel III de Cerdeña; con descendencia.
- Juan Guillermo Augusto (1706-1708).